# Honor 8A
Honor 8A — смартфон, розроблений Huawei під брендом Honor. Продажі Honor 8A в Україні стартували у квітні 2019 року. Анонсовано як бюджетний телефон з NFC зі стартовою ціною в Україні 3999 грн.
В деяких країнах Honor 8A був випущений як Honor 8A Pro, Honor 8A Prime або Honor 8A 2020 з різницею в конфігураціях пам'яті та оформленні задньої панелі у випадку Honor 8A Prime. В Китаї смартфон продавався як Honor Play 8A з різницею в конфігураціях пам'яті та відсутньому сканері відбитків пальців.
25 березня 2019 року в Китаї був представлений Huawei Enjoy 9e, що відрізняється від Honor 8A конфігураціями пам'яті, дизайном як в Huawei Y6 2019, відсутністю сканера відбитків пальців та наявністю переднього LED-спалаху. 28 січня 2020 року був представлений Huawei Y6s, що відрізняється від Honor 8A тільки конфігураціями пам'яті та оформленням задньої панелі. 

## Технічні характеристики

### Зовнішній вигляд
Задня панель та рамка виконані з пластику. Передню частину на 87 % займає екран із краплеподібним вирізом під фронтальну камеру та логотипом на нижній рамці. Екран покритий захисним склом 2.5D. Лицева частина апарату у всіх кольорах чорна. Задня поверхня Honor 8A/2020/Pro та Honor Play 8A має матову смугу із логотипом компанії на глянцевій поверхні, а задня поверхня в Huawei Y6s в синьому кольорі поділена на верхню глянцеву та нижню матову частину подібно до перших смартфонів Google Pixel. Водночас Huawei Enjoy 9e в коричневому кольорі, подібно до Huawei Y6 2019, має шкіряну текстуру.
Довжина смартфонів — 156,28 мм, ширина — 73,5 мм, товщина — 8 мм, а вага — 150 г.
Знизу знаходяться роз'єм microUSB, динамік та мікрофон, а зверху — другий мікрофон та 3,5 мм аудіороз'єм. Зліва розташований слот під 2 SIM-картки і карту пам'яті або 1 SIM-картку і карту пам'яті залежно від моделі Huawei Y6s та тільки від 2 SIM-картки і карту пам'яті в інших моделей, а справа — гойдалка регулювання гучності та кнопка блокування. Також у всіх моделей окрім Honor Play 8A і Huawei Enjoy 9e ззаду розміщений сканер відбитків пальців.
Honor 8A/Pro та Play 8A були доступні в 4 кольорах: чорному, синьому, червоному та золотому. На українському ринку Honor 8A був представлений тільки в чорному та золотому кольорах.
Honor 8A 2020 був доступний в чорному та синьому кольорах.
Honor 8A Prime був доступний в 3 кольорах: чорному, синьому та зеленому.
Huawei Y6s продавався в чорному (Starry Black) та синьому (Orchid Blue) кольорах.
Huawei Enjoy 9e продавався в 3 кольорах: чорному (Midnight Black), блакитному (Sapphire Blue) та коричневому (Amber Brown).

### Апаратне забезпечення
Пристрої отримали 8-ядерний процесор MediaTek Helio P35 з графічним процесором PowerVR GE8320. Honor 8A був доступний в конфігурації 2/32 ГБ, Honor 8A 2020/Prime — 3/64 ГБ, а Honor Play 8A, Huawei Y6s та Enjoy 9e — 3/32 ГБ та 3/64 ГБ. В усіх моделей об'єм сховища можна розширити картою пам'яті формату microSD до 512 ГБ.
Екран IPS LCD, 6,09", HD+ (1560 × 720) зі щільністю пікселів 282 ppi, співвідношенням сторін 19,5:9 та краплеподібним вирізом під фронтальну камеру..
Пристрої мають незнімний акумулятор об'ємом 3020 мА·год.
Смартфони отримали основну камеру на 13 Мп з діафрагмою f/1.8 і фазовим автофокусом та передню камеру на 8 Мп з діафрагмою f/2.0. Обидві камери вміють записувати відео в роздільній здатності 1080p@30fps. Також Huawei Enjoy 9e має передній LED-спалах.
Пристрої підтримують стандарти зв'язку 2G, 3G (850/900/1800/1900 МГц), 4G CAT4: 1/3/5/7/8/20, бездротові інтерфейси Wi-Fi 802.11 b/g/n (лише 2,4 ГГц), Bluetooth 4.2 (A2DP, BLE, HWA, LDAC), NFC та системи навігації GPS/A-GPS, ГЛОНАСС, Бейдоу.

### Комплектація
Смартфони поставляються в коробці із зарядним пристроєм, кабелем USB, шпилькою для вилучення SIM-карт та додатковою документацією.

### Програмне забезпечення
Huawei Y6s був випущений з EMUI 9.1, а всі інші моделі — з EMUI 9.0 з можливістю оновлення до EMUI 9.1. Обидві оболонки працюють на базі Android 9 Pie.
Присутня можливість розблокування за обличчям та після введення паролю.